# Айзли, Лорен
Лорен Айзли (англ. Loren Eiseley, 3 сентября 1907 — 9 июля 1977) — один из наиболее прославленных эссеистов Америки XX века.
Известный антрополог и натуралист, он дебютировал на литературном поприще в 1957 г., выпустив по сей день переиздающийся сборник эссе «Необъятный путь» (англ. «The Immense Journey»), главная тема которого — эволюция жизни на Земле. Последовал ещё десяток сборников эссе, очерков, рассказов и стихотворений, в которых писатель показал себя не только продолжателем в XX в. гуманистических традиций Ралфа Уолдо Эмерсона и Генри Дэвида Торо, но и выдающимся стилистом. Его книги вызвали восторженные отзывы таких непохожих друг на друга критиков, как английский поэт У. X. Оден и американский генетик русского происхождения Феодосий Добржанский, а фантаст Рэй Брэдбери писал, что благодаря им он стал другим человеком. Произведения Айзли включаются в антологии американской литературы как образцы стилистического мастерства и философской глубины, во многих университетах его капитальный труд о дарвинизме, «Век Дарвина» (Darwin’s Century, 1958), является обязательным чтением на кафедре философии естественных наук. За свои литературные заслуги он в 1971 году был избран в члены Национального института искусства и литературы США — редкая честь для представителя академического мира.

## Биография

### Общая биография
Жизнь писателя складывалась непросто. Он родился и вырос на Среднем Западе, в штате Небраска, суровая природа которого запечатлена им во многих философских этюдах. Мать его, глухая с детства, приучила чуткого мальчика к тишине, а отец, актёр провинциального театра и коммивояжёр, часто бывал в разъездах. Ранние годы Айзли, единственного ребёнка е семье (сводный брат по отцовской линии был намного старше и жил отдельно), прошли под знаком одиночества не менее сурового, чем окружавшая его природа. Пожалуй, это и заставило его рано обратить внимание на естественный мир, а впоследствии и заинтересоваться вопросом о месте в нём человека. По этой же причине он рано научился читать.
Примечательно, что одна из первых, поразивших его воображение, был роман Дефо «Робинзон Крузо». Это был подарок ему от приехавшего в гости сводного брата, который дочитал ему роман до того места, где герой обнаруживает следы чьих-то ног на песке. Дальше пятилетний Лорен, читая по складам, разобрался сам. Так ему открылся большой мир литературы. К.тому времени как Айзли поступил в среднюю школу, он был не по годам начитан.
Впрочем, учился он неважно — особенно в университете штата Небраска, куда поступил в 1925 году. Не имея перед собой определённой цели, он несколько раз бросал учёбу и скитался по стране с армией безработных. Для Айзли это было время больших испытаний. К ним относится смерть обожаемого им отца (к неуравновешенной матери он любви не питал) и туберкулез, от которого он лечился в калифорнийской пустыне. «Великая депрессия» — экономический кризис 1929-1930-х годах — пополнила ряды бродяг и безработных, как и Айзли разъезжавших «зайцем» на товарных поездах. Он мог бы и дальше ездить с ними — катиться вниз по наклонной плоскости, но вовремя спохватился.
В 1931 году, с возобновлением учёбы, в жизни Айзли происходит крутой перелом. Во время летних каникул он ездит на палеонтологические раскопки в бедленд родного штата. Работа «охотника за окаменелостями» вдохновляет его. Он кончает университет штата Небраска (с опозданием на четыре года) и поступает в аспирантуру при кафедре антропологии Пенсильванского университета в Филадельфии, где становится учеником Ф. Спека, известного специалиста по культуре североамериканских индейцев. Защитив в 1937 году докторскую диссертацию (о проблемах периодизации четвертичных оледенений) и вскоре женившисъ, Айзли посвящает себя науке, преподает; служит он и крупным университетским администратором. Между тем, наряду с многочисленными научными трудами, одно за другим начинают появляться его художественные произведения, принесшие ему мгновенную литературную славу.

### Краткий обзор литературной деятельности
В своих глубоко личных эссе, одновременно и философских, и автобиографических, Айзли настойчиво проводит мысль о единстве человека и природы. Жизнь для него — великая тайна космических масштабов, мимо которой человек, погружённый в свои будни, проходит, не замечая. Вот почему у Айзли так часто встречаются такие слова, как «чудо» и «чудесное», «сказка» и «волшебство». По этой же причине он в своё время принципиально выступал против загрязнения окружающей среды и гонки вооружений, предупреждая, что человечество стоит на грани мировой катастрофы, которая уничтожит не только его самого, но и все живое на планете. Напоминая о хрупкости жизни, о туманности её возникновения и бесконечно долгом пути эволюции, писатель заставляет своего читателя по-новому взглянуть на окружающее — и на самого себя.
Полный перечень его литературных и научных наград занимает более двух страниц печатного текста.

### Рост литературной деятельности
Литературный талант Айзли проявился рано. Уже его школьные сочинения обращали на себя внимание — настолько, что его дважды обвинили в плагиате: в последнем классе средней школы и на первом курсе университета. Так хорошо, утверждали учителя, этот долговязый, несколько застенчивый парень писать не может. В университете штата Небраска он работал помощником редактора нового литературного журнала «Прэри скунер», выпускаемого кафедрой английской литературы, и в нём опубликовал свои первые пробы пера — рассказы, лирические очерки, стихи. Литературные занятия он не оставлял даже тогда, когда активно прокладывал себе путь в науку. Почти все эссе, вошедшие в первый его сборник, были предварительно опубликованы им в периодической печати — в частности, в таких популярных в Америке журналах, как «Харперс» и «Американ сколар». Но по-настоящему Айзли-прозаик заявил о себе в пятидесятилетнем возрасте публикацией «Необъятного пути» (1957).

### Признание

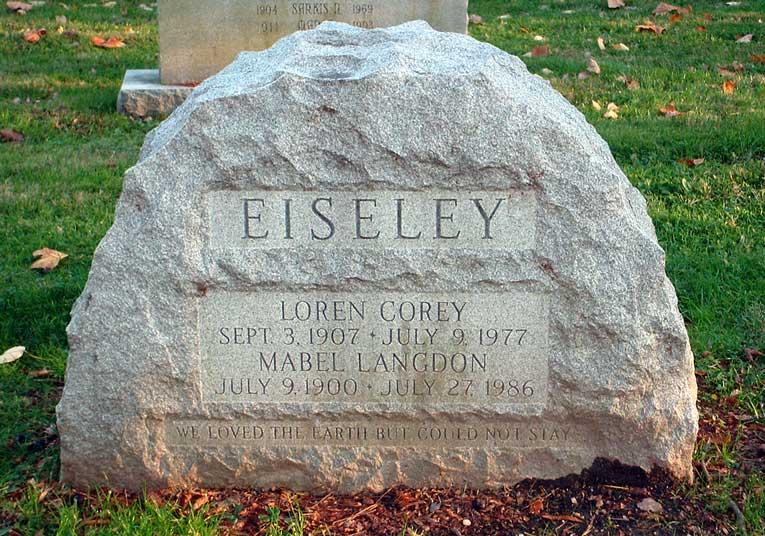
Могильный камень на месте захоронения тела писателя

Литературная слава застала Айзли в Пенсильванском университете, где он уже лет десять заведовал кафедрой антропологии, сменив на этом посту своего учителя, профессора Ф. Спека. Ещё некоторое время он шёл прежним, испытанным путём — в 1959 году даже стал проректором университета, но поэт в нём явно начал преобладать над администратором и ученым. Участились выступления Айзли перед широкой аудиторией с лекциями под разными названиями, но на одну и ту же тему: «Человек и вечность»; некоторые из этих лекций он потом перерабатывал в художественные произведения и публиковал. Так, на стыке науки и искусства, он нашёл своё истинное призвание.
Это был второй перелом в жизни Айзли, не менее значительный, чем первый: из маститого ученого он превратился в мастера слова. Соответственно изменился и его статус в Пенсильванском университете. К началу 1960-х годов специально созданная для него почетная профессорская должность освободила Айзли от административных обязанностей и дала ему возможность почти целиком посвятить себя литературе. Это позволило ему завершить некоторые из своих лучших работ — в том числе и известную книгу «Непредсказуемая Вселенная» (англ. The Unexpected Universe, 1969), несколько сборников стихов и две лирические автобиографии.
Смерть (он скончался в 69 лет от рака поджелудочной железы) оборвала работу над рядом новых литературных проектов.

### Основные работы
- Charles Darwin, (1956) W.H. Freeman
- The Immense Journey (1957) Vintage Books, Random House
- Darwin’s Century (1958) Doubleday
- The Firmament of Time (1960) Atheneum
- The Man Who Saw Through Time (1973) Scribner
- The Mind as Nature (1962) Harper and Row
- Man, Time, and Prophecy, (1966) Harcourt, Brace & World
- The Unexpected Universe (1969) Harcourt, Brace and World
- The Invisible Pyramid: A Naturalist Analyses the Rocket Century (1971) Devin-Adair Pub.
- The Night Country: Reflections of a Bone-Hunting Man (1971) Scribner
- Another Kind of Autumn (1977) Scribner
- The Star Thrower (1978) Times Books, Random House
- Darwin and the Mysterious Mr. X: New Light on the Evolutionists (1979) E.P. Dutton
- The Lost Notebooks of Loren Eiseley, Kenneth Heuer editor, (1987) Little Brown & Co.
- How Flowers Changed the World, with photographs by Gerald Ackerman. (1996) Random House

### Мемуары
- All The Strange Hours: The Excavation of a Life (1975) Scribner
- The Brown Wasps: A Collection of Three Essays in Autobiography (1969) Perishable Press, Mount Horeb, WI

### Поэзия
- Notes of an Alchemist (1972) Scribner, McMillan
- The Innocent Assassins (1973) Scribner
- All The Night Wings (1978) Times Books